# Earle Brown
Earle Brown (26. december 1926 – 2. juli 2002) var en amerikansk komponist.
I begyndelsen af 1950'erne var han i den kreds af amerikanske komponister der blev inspireret af John Cages ideer om tilfældighedsmusik. Han kendes bl.a. som pioner for grafisk notation, og for brugen af åben form, som f.eks Twenty-Five Pages fra 1953, der kan fremføres i en hvilken som helst orden af et vilkårligt antal pianister op til 25.